# クラブ・ラングーン
クラブ・ラングーン（英語: Crab Rangoon）は主にアメリカ合衆国の中華料理店で提供されている、ワンタンにカニ肉のすり身（カニカマを使用することも多い）とクリームチーズ、ワケギ、ニンニクを詰めて三角形もしくは花状につつみ、油で揚げたダンプリングである。近年では、中華料理店だけでなくタイ料理店でも提供されるようになっている。

## 歴史
クラブ・ラングーンは1956年、サンフランシスコのポリネシアスタイルレストラン、トレーダー・ヴィクス(Trader Vic's）のメニューとして登場している。クラブ・ラングーンの由来は正統ミャンマー料理にあると伝える情報源もあるが、アメリカ合衆国で考案された可能性が高い。「ラングーン・クラブ・ア・ラ・ジャック（Rangoon crab a la Jack）」は1952年にハワイアンスタイルのパーティーにて提供されたとされているが、それ以上の詳細な情報はなく、発祥を特定するには根拠が薄い。
上記の通りクラブ・ラングーンの発祥については不明であるものの、必須の材料であるクリームチーズは他のチーズと同様に、中国料理や東南アジアの料理では基本的に使用しない食材であり、クラブ・ラングーンが東アジアや東南アジアで生み出された料理である可能性は低い。北米地域では、ディップソースとして醤油、蘇梅醤、酸梅醤、糖酢醤、マスタードを添えることが多い。

## 名称
アメリカ合衆国太平洋岸北西部地域では、クラブ・ラングーンはクラブ・パフという名前で知られているが、クラブ・パフは一般的にはワンタンの代わりにパイ生地で包んだ料理の名称を指す。また、太平洋岸北西部地域ではクラブ・ピローズやクラブ・チーズ・ワンタン、チーズ・ワンタンという名称を使用することもある。